# Códice de Hipacio

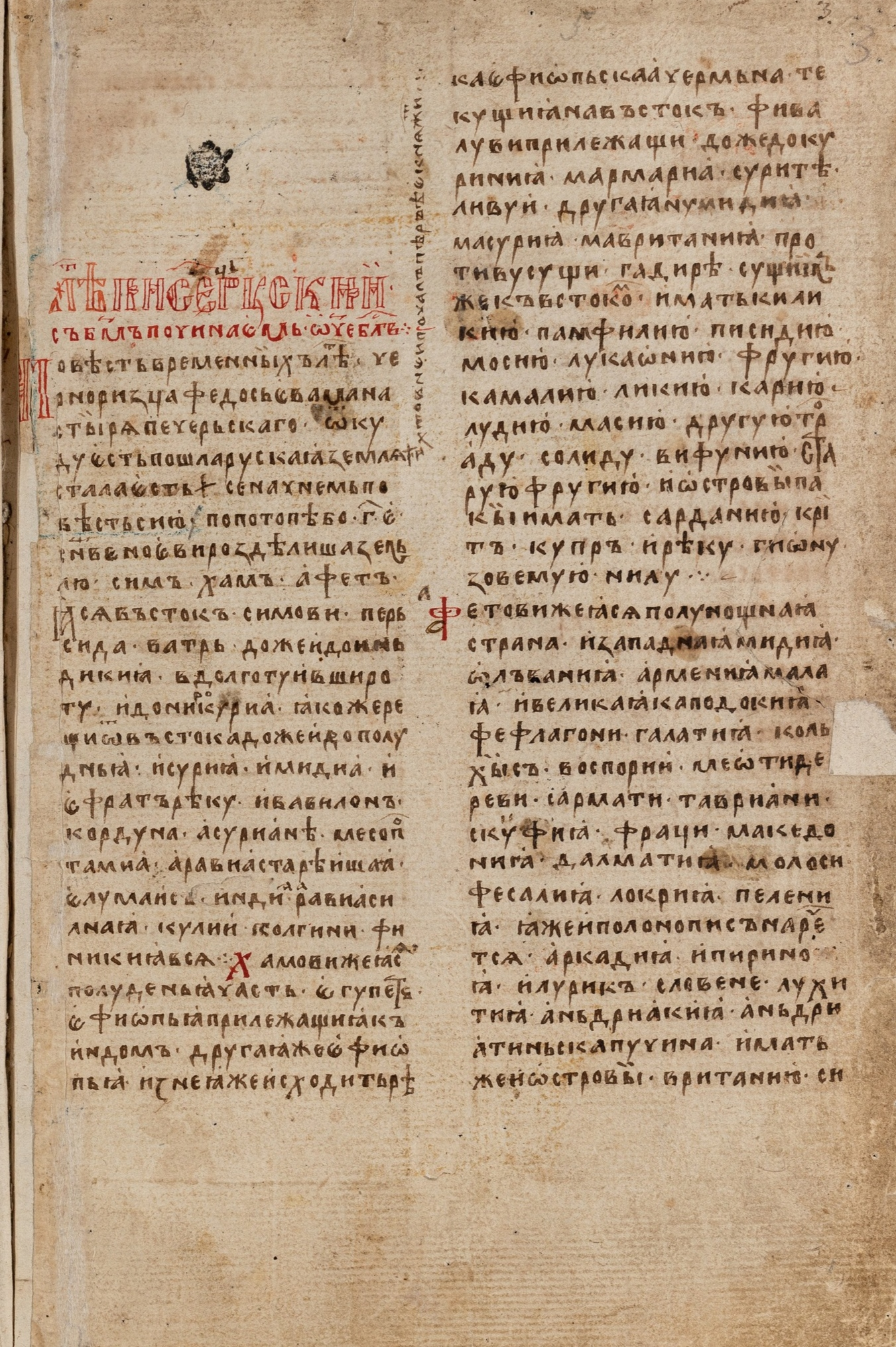
Códice de Hipacio

El códice de Hipacio  o Hypatian Codex (en bielorruso: Іпацьеўскі летапіс; en ruso: Ипатьевская летопись; en ucraniano: Іпатіївський літопис, Іпатський літопис, Літопис руський за Іпатським списком) es un compendio de tres crónicas: la Crónica de Néstor, la Crónica de Kiev y la Crónica de Galitzia y Volinia. Es la fuente más importante de datos históricos de la parte sur de la antigua Rus de Kiev.
El códice fue hallado en lo que hoy es Ucrania, en 1617. Desde ese momento, fue transcrito por monjes de Kiev, hacia 1621. Fue redescubierto otra vez en el siglo XVIII en el Monasterio Ipátiev de Kostromá, por el historiador ruso Nikolái Karamzín. 
El códice es el segundo manuscrito superviviente más antiguo de la Crónica de Néstor, después del Códice de Laurencio o Laurentian Codex. El códice de Hipacio o Hypatian Codex se remonta a ca. 1425, aunque incorpora mucha información valiosa de las crónicas perdidas del siglo XII y de las crónicas de Galitzia del siglo XIII. El códice fue compilado posiblemente a finales del siglo XIII.
Desde 1810, el códice ha sido preservado en la Biblioteca Nacional Rusa de San Petersburgo. La lengua de este códice es el antiguo eslavo eclesiástico, con mucho de antiguo eslavo oriental.